# Espen Christensen
Espen Heggli Christensen, född 17 juni 1985 i Stavanger, är en norsk handbollsmålvakt.

## Klubblagskarriär
Christensen har  spelat för de norska klubbarna Stavanger IF och Heimdal HK. 2007 kom han till Sverige och hans första klubb blev IFK Ystad. Efter ett år i Ystad började Christensen 2008 spela för klubben H43 Lund och stannade i den klubben i fyra år. Han gick sedan till lokalkonkurrenten Lugi HF där han stannade i tre år och fick spela en SM-final, som klubben förlorade mot Alingsås HK. 2017 blev han proffs i danska toppklubben GOG under två år innan han fortsatte proffskarriären i tyska GWD Minden under tre år.
Sommaren 2020 gick Christensen till svenska IFK Kristianstad i Sverige. Med Kristianstad var han med och blev Svensk mästare och Svensk cupmästare 2023. Efter säsongen 2022/2023 fick han inte förlängt kontrakt med IFK Kristianstad.
Sedan sommaren 2023 spelar han för OV Helsingborg.

## Landslagskarriär
Den 19 juli 2012 debuterade Christensen i det norska landslaget i en landskamp mot Danmark. Han mästerskapsdebuterade fyra år senare under EM 2016. Han har sedan även varit med och spelat VM 2017, EM 2018, VM 2019, EM 2020 och VM 2021. Under dessa turneringar har han vunnit 2 VM-silver och ett EM-brons. 2021 slutade han i landslaget.